# دار الجير
دار الجير  هو معلم أثري تونسي مصنف من قبل المعهد الوطني للتراث يقع في ولاية الكاف في الوسط الغربي التونسي، تحديدا في مدينة المدينة تم تصنيف المعلم في يوم8 جوان 1891.

## مقالات ذات صلة
- قائمة المعالم الأثرية المصنفة في تونس